# Hate Me (canção)
"Hate Me" é uma música da cantora inglesa Ellie Goulding e do rapper e cantor norte-americano Juice Wrld, lançada como single em 26 de junho de 2019 pela Polydor Records. Foi estreado por Zane Lowe como seu 'Recorde Mundial' no Beats 1 de 26 de junho. Foi incluída no quarto álbum de estúdio de Goulding, Brightest Blue (2020).

## Promoção
No dia 24 de junho, Goulding postou um pequeno clipe no Instagram com o áudio de sua própria harmonização definido para o vídeo de uma corrente com as iniciais "EG" e "JW", e anunciou a data de lançamento. No dia seguinte, o link de pré-encomenda para "Hate Me" se tornou ativo. Goulding anunciou oficialmente o título e a colaboração com Juice Wrld em 26 de junho.

## Crítica profissional
Carl Lamarre, da Billboard, chamou a faixa de "hino anti-amor" que "considera Goulding adotando uma abordagem mais sombria, depois de assistir seu relacionamento em espiral". Mike Wass, do Idolator sentiu que a música é um "banger com sabor de hip-hop". Jael Goldfine, da Paper, escreveu que a música é uma "nova colaboração sombria, masoquista e explícita", já que Goulding "desafia um ex a dizer todas as coisas más e feias que as pessoas de coração partido dizem umas às outras".

## Desempenho comercial
A música estreou no número 82 da Billboard Hot 100, tornando-se a 14ª entrada de Goulding na parada americana, tornando-a a artista feminina britânica com mais entradas na parada superando Adele. Na semana seguinte, a música passou para o número 74 e atingiu o número 72 em sua versão original. Após um aumento na popularidade no site de mídia social TikTok, "Hate Me" voltou a entrar no Hot 100 no número 69 no final de outubro e, desde então, atingiu o número 56. 

## Vídeo de música
No dia 15 de julho de 2019, Goulding postou uma pequena prévia de um vídeo em seu Instagram, aonde dizia: "EG X JW HATE ME COMING SOON". No dia seguinte, Goulding postou outra prévia de um vídeo anunciando o lançamento do clipe. O videoclipe contou com a direção de Saam Farahmand e estreou no canal oficial de Goulding no YouTube em 17 de julho de 2019.

## Lista de faixas
| Download digital |                            |         |  |
| N.º              | Título                     | Duração |  |
| 1.               | "Hate Me" (com Juice Wrld) | 3:06    |  |

| Download digital & streaming – R3HAB Remix |                                                          |         |  |
| N.º                                        | Título                                                   | Duração |  |
| 1.                                         | "Hate Me (R3HAB Remix)" (com participação de Juice Wrld) | 3:23    |  |

| Download digital & streaming – Snakehips Remix |                             |         |  |
| N.º                                            | Título                      | Duração |  |
| 1.                                             | "Hate Me" (Snakehips Remix) | 3:15    |  |

## Histórico de lançamento
| Região         | Data                   | Formato                    | Versão          | Gravadora       | Ref.          |
| -------------- | ---------------------- | -------------------------- | --------------- | --------------- | ------------- |
| Vários         | 26 de junho de 2019    | Download digital streaming | Original        | Polydor Records | [ 17 ] [ 22 ] |
| Itália         | 5 de julho de 2019     | Contemporary hit radio     | Original        | Universal       | [ 23 ]        |
| Estados Unidos | 9 de julho de 2019     | Contemporary hit radio     | Original        | Interscope      | [ 24 ]        |
| Vários         | 16 de agosto de 2019   | Download digital streaming | R3HAB Remix     | Polydor         | [ 18 ] [ 19 ] |
| Vários         | 25 de setembro de 2019 | Download digital streaming | Snakehips Remix | Polydor         | [ 20 ] [ 21 ] |